# ジョー・ヘイズ (ラグビー選手)
ジョー・ヘイズ（Joe Heyes、1999年4月13日 - ）は、プレミアシップ・ラグビーのレスター・タイガースに所属している、イングランド出身のラグビーユニオン選手。

## 親族
父親は元プロサッカー選手のダレン・ヘイズ（Darren Heyes）で、母親は元アイルランド女子バスケットボール選手のレイチェル・ヘイズ（Rachel Heyes）。
父方の祖父は、元プロサッカー選手のジョージ・ヘイズ（George Heyes）。母方の祖父は、走り幅跳びの元イギリス記録保持者のボブ・リース（Bob Rees）。

## 経歴
子供の頃は、サッカークラブのノッティンガム・フォレストFC（Nottingham Forest FC）でゴールキーパーを務め、14歳でラグビーを始めた。ノッティンガム・モダンズRFC（Nottingham Moderns RFC）で、アウトサイドセンター（13番）としてプレーし、ニューアーク（Newark RUFC）に移籍した。
16歳でレスター・タイガースのアカデミーに入団し、プロップに変更した。2017-18シーズンでは、ラフバラー・スチューデンツRUFC（Loughborough Students RUFC）に貸し出され、17試合に出場した。
2018年6月、U20イングランド代表として、ワールドラグビーU20チャンピオンシップに出場し、決勝戦では得点した。
2018年9月16日、プレミアシップ・ラグビー2018-19シーズン第3節のワスプス戦で、レスター・タイガース公式戦デビューを果たした。
2021年7月4日、イングランド代表として、トゥイッケナムで行われたアメリカ合衆国代表戦でフル出場し、代表デビューを果たした。
2022年6月11日、23歳の時に、ギャラガー・プレミアシップ準決勝のノーサンプトン・セインツ戦で、レスター・タイガース公式戦100回目の出場を果たした。これは、プロクラブ時代史上「最年少のプロップ選手」である。